# Jacob Herzfeld (Schauspieler)

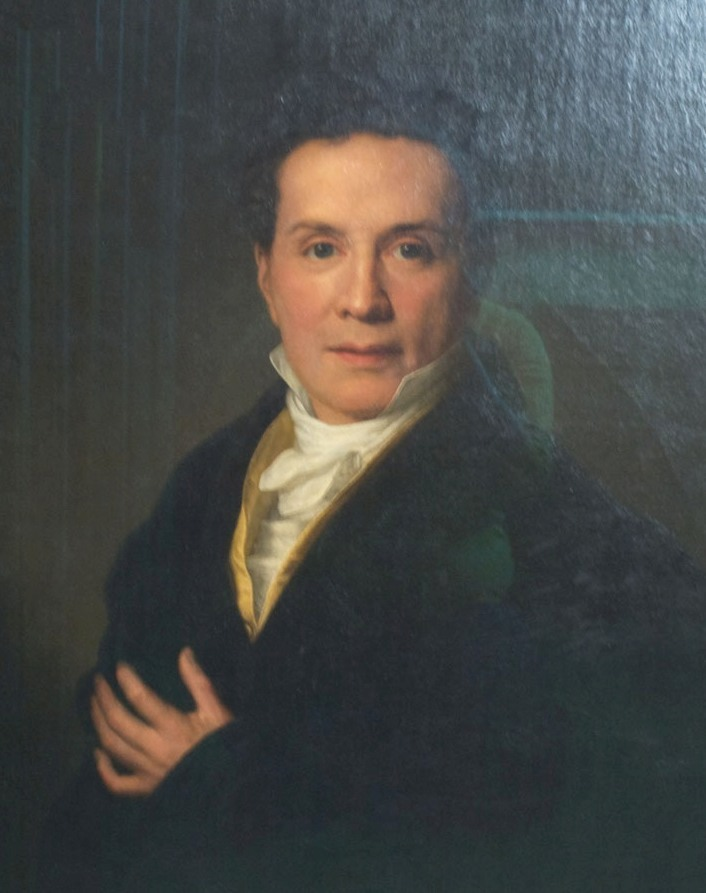
Jacob Herzfeld

Jacob Herzfeld, auch Jakob Herzfeld (* 3. Januar 1769 in Dessau; † 24. Oktober 1826 in Hamburg) war ein deutscher Schauspieler und Theaterdirektor.

## Leben
Jacob Herzfeld war ein Sohn des jüdischen Ehepaares Samuel Herzfeld und Siena Jacobi. Er unterbrach sein Studium der Medizin in Leipzig und hatte er in Wien erste Auftritte als Schauspieler. 1791 lernte er Friedrich Ludwig Schröder kennen und arbeitete seitdem als Schauspieler in Hamburg.

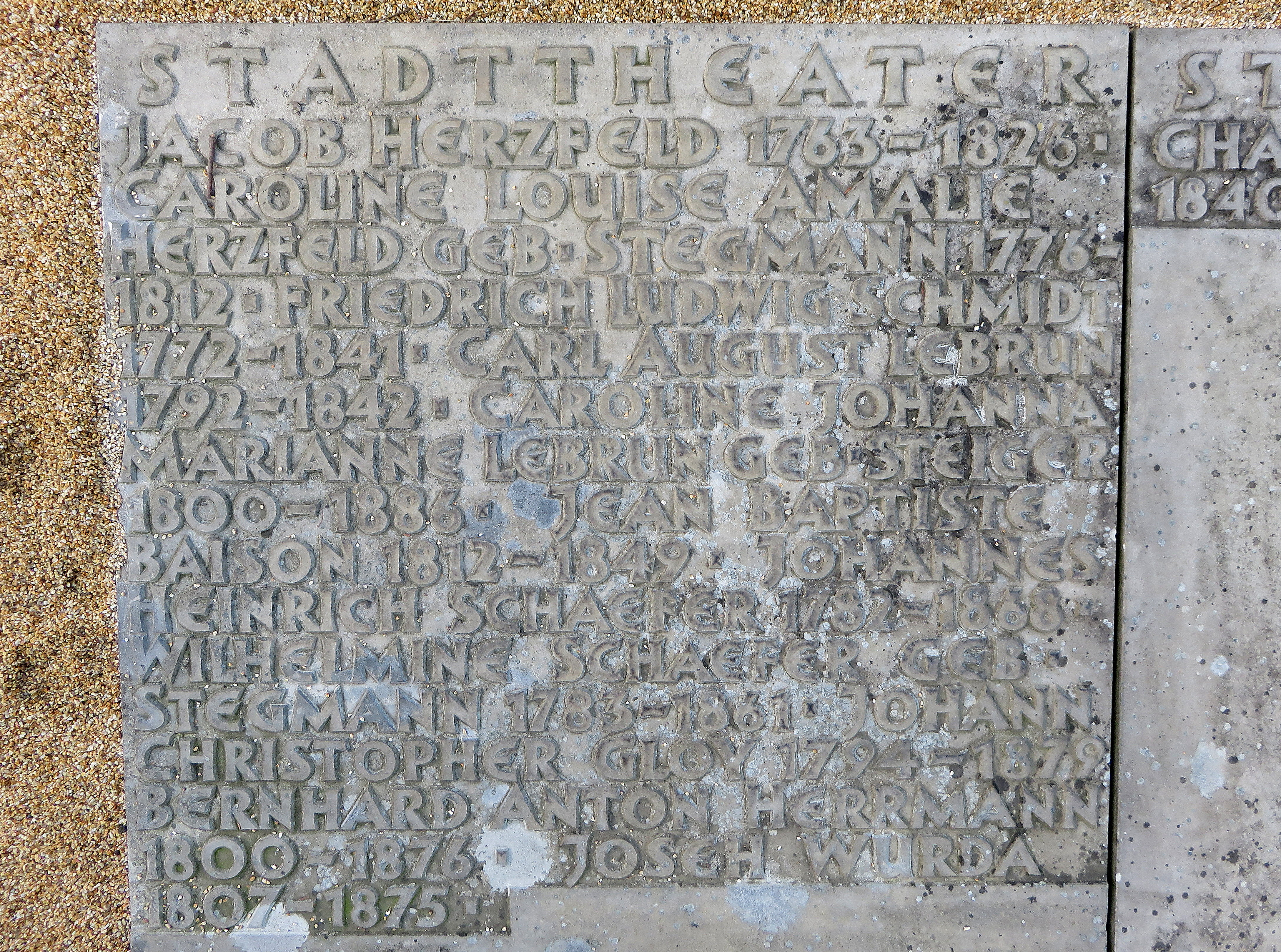
„Jacob Herzfeld“, Sammelgrabmal Stadttheater, Friedhof Ohlsdorf

1796 trat Herzfeld zum Christentum über und heiratete die Schauspielerin Karoline Louise Angelica Stegmann (1766–1812). Ab 1798 war er Mitdirektor des Hamburger Stadttheaters.
Sein Sohn war der Schauspieler Adolf Herzfeld (1800–1874), dessen Sohn, sein Enkel, Albrecht Herzfeld wurde ebenfalls Schauspieler, der die Schauspielerin Rosa Babette Link heiratete. Deren Sohn Leo Herzfeld, sein Urenkel, war ein Baßbuffo.
An Jacob Herzfeld und „Caroline Louise Amalie Herzfeld geb. Stegmann 1776-1812“ wird im Bereich des „Althamburgischen Gedächtnisfriedhofs“ des Ohlsdorfer Friedhofs auf der linken Hälfte der Doppel-Sammelgrabmalplatte „Stadttheater“ erinnert.